# Armitage (logiciel)
Pour les articles homonymes, voir Armitage.
 (août 2019).
Si vous disposez d'ouvrages ou d'articles de référence ou si vous connaissez des sites web de qualité traitant du thème abordé ici, merci de compléter l'article en donnant les références utiles à sa vérifiabilité et en les liant à la section « Notes et références ».
Armitage est un logiciel d'exploit inclus dans Kali Linux et Parrot OS servant à rechercher les failles de sécurité dans un système informatique. Il permet de transformer l'ordinateur victime en PC zombie.
Armitage est une GUI (Graphical User Interface) de Metasploit qui facilite son utilisation pour les débutants (Armitage n'inclut pas certains modules de Metasploit).